# Hastingsia
Genre
Classification APG III (2009)
Hastingsia est un genre de plantes de la famille des asparagacées.

## Liste d'espèces
Selon ITIS et NCBI :
- Hastingsia alba (Dur.) S. Wats.
- Hastingsia atropurpurea Becking
- Hastingsia bracteosa S. Wats.
- Hastingsia serpenticola Becking